# Дворец Печати

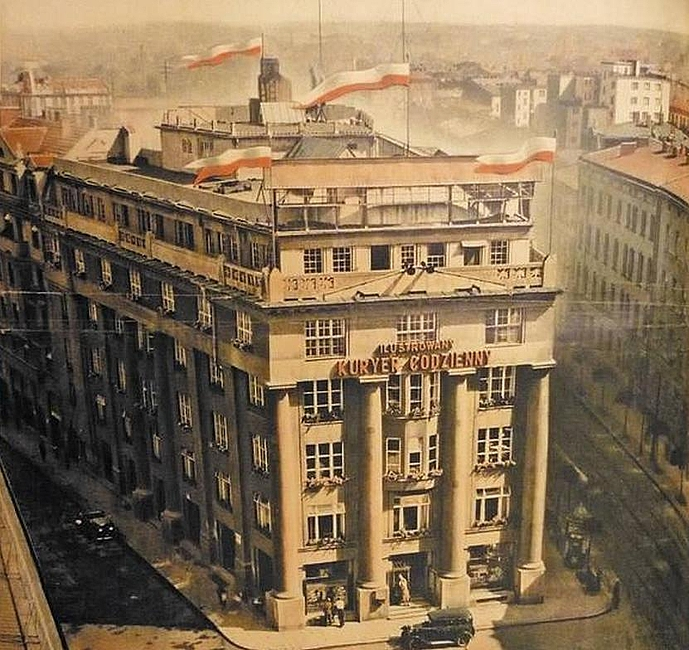
Дворец Печати в 30-х годах XX века

Дворец Печати (пол. Pałac Prasy) — архитектурный памятник, который находится в Кракове на улице Велёполе, 1. Здание внесено в реестр охраняемых памятников Малопольского воеводства.
Дворец Печати был построен в 1922 году по проекту польских архитекторов Тадеуша Стрыенского и Францишека Мончинского для Торгового дома «Bazar Polski SA».
3 июля 1992 года здание было внесено в реестр охраняемых памятников Малопольского воеводства (№ А-915).
В здании до начала Второй мировой войны располагалась редакция еженедельника «Ilustrowany Kuryer Codzienny». До 2011 года в нём находилась редакция «Dziennik Polski».
В настоящее время используется международным концерном ABB.